# Наранџаста алтернатива
Наранџаста алтернатива (пољски: Pomarańczowa Alternatywa) је пољски антикомунистички покрет, основан у Вроцлаву, граду на југозападу Пољске. Покрет је предвођен од стране Валдемара Фидриха (презиме је понекад погрешно написано као Фридрих), који је познатији као Мајор (командант тврђаве Бреслау). Главна сврха његовог постојања током осамдесетих година прошлог века била је да понуди широј групи грађана алтернативни начин супротстављања ауторитарном режиму путем мирног протеста који је користио апсурдне и бесмислене елементе.
На тај начин, чланови Наранџасте алтернативе нису могли бити ухапшени од стране полиције због противљења режиму, а да власти не постану предмет подсмеха. Наранџаста алтернатива се у данашње време сматра широм делом некадашњег покрета Солидарност. Професорка социологије Лиза Романијенко тврди да је то била једна од најефикаснијих фракција са циљем уклањања анксиозности и страха из друштва, а који су окруживали диктаторски режим, како би се довело до успеха радничког (а касније и друштвеног и културног) покрета.
У почетку су цртали графите патуљака на мрљама од боје, прекривајући антивладине слогане на градским зидинама. Након тога, почев од 1985. па све до 1990. године, група је организовала серију од више од шездесет догађаја у неколико пољских градова, укључујући Вроцлав, Варшаву, Лођ, Лублин и Томашов Мазовјецки .
Активности су обустављене 1989. године, али су поново постали активни 2001. године и од тада је активност присурна у малом обиму.
Статуа патуљка, посвећена сећању на покрет, данас стоји у Свидничкој улици у Вроцлаву, на месту где су се одиграли догађаји.
Покрет Наранџасте алтернативе инспирисао је неколико других сличних покрета у осталим тада ауторитарним земљама, укључујући Чехословачку и Мађарску, а такође је инспирисала и утицала и на покрет Наранџасте револуције у Украјини, који је заузврат подржала Пољска.
Неке изјаве које се приписују Валдемару Фидриху:
У Пољској постоје само три места где се можете осећати слободно: у црквама, али само на молитвама; у затворима, али не могу сви ићи у затвор; и на улицама: то су најслободнија места.
Западни свет ће много више сазнати о ситуацији у Пољској чувши да сам послат у затвор због дељења хигијенских уложака женама, него читајући књиге и чланке које су написали други чланови опозиције.

## Почеци
За сам почетак покрета „Наранџаста алтернатива“ се узима оснивање студентског покрета под називом Покрет за нову културу, насталом 1980. године на Универзитету у Вроцлаву. Те године Валдемар „Мајор“ Фидрих, један од оснивача покрета, проглашава Манифест социјалистичког надреализма, који постаје идеолошка окосница гласила познатог као „Наранџаста алтернатива“. Седам од укупно петнаест бројева овог гласила појављује се током студентских штрајкова организованих у новембру и децембру те године, као део ширег фронта побуне Солидарности. Први број су заједнички уредили мајор Валдемар Фидрих и Веслав Купала (познат и као „Ритмајстер“) једноставно са идејом да се забаве. У суштини, уредници су штрајк и околну стварност посматрали као облике уметности. За наредне бројеве, уредничком одбору придружили су се Пјотр Адамчо, познат као „Поручник Пабло“, Анджеј Ђевит и Зенон Жегарски, звани „Поручник Зизи Топ“. Иако је његов авангардни карактер, према речима организатора студентског штрајка, био претња „вишим циљевима штрајка“, и упркос покушајима штрајкачког одбора да га цензурише, новине су брзо постале веома популарне међу студентима.

## Патуљци
Прве познате акције Наранџасте алтернативе састојале су се од цртања патуљастих графита на местима која је полиција створила закривајући антирежимске слогане на зидовима пољских градова. Први графит су насликали Валдемар Фидрих и Веслав Цупала у ноћи између 30. и 31. августа 1982. године на једној од резиденција у вроцлавским окрузима Бискупин и Сеполно.
Укупно је више од хиљаду таквих графита нацртано у већим пољским градовима као што су Вроцлав, Краков, Варшава, Лођ и Гдањск. Насликани патуљци су изазвали интересовање пољских пешака и полиције, чија је интервенција довела до краткотрајних хапшења аутора графита.
Током једног од ових инцидената, Мајор, притвореник у полицијској станици у Лођу, прогласио је, позивајући се на марксистичку и хегелијанску дијалектику, још један уметнички манифест и назвао своју графити уметност „дијалектичким сликарством“ рекавши: „Теза је слоган против режима. Антитеза је тачка, а синтеза је патуљак. Квантитет еволуира у квалитет. Што је више патуљака, то је боље.“

### Након револуција из 1989. године
Почетком 21. века, вроцлавски патуљци су почели да се појављују по граду. Временом су постали једна од туристичких атракција по којој је Вроцлав познат како међу Пољским, тако и међу иностраним туристима 

## Догађаји
Кључна предност која је Наранџастој алтернативи донела највећу славу били су њени улични догађаји које је организовала током друге половине осамдесетих. Ове акције су покрету донеле огромну популарност међу пољском омладином, која се придружила покрету, видевши у њему алтернативу опозиционом стилу који је представљала Солидарност, коју су сматрали крутом и досадном.
Први догађај, под називом „Паљење цеви“, организован је 1985. године у Вроцлаву. Организовао га је Валдемар Фидрих у пратњи мале групе уметника којој су припадали: Кжиштоф Скарбек, Пјотр Петишковски, Анджеј Глушек и Славомир Монкјевич. 
Прекретница се догодила у јесен 1987. године, током Фестивала отвореног позоришта у Вроцлаву, када је <i>Вилиџ Војс</i> известио о акцији Наранџасте алтернативе познатој под називом „Дистрибуција тоалет папира“: реч је о догађају који је сатирично илустровао недостатак потрошачког производа у то време. Након што је овај чланак објављен, Наранџаста алтернатива је постала интересантна бројним пољским и страним медијима.
Највећи и најзначајнији догађаји су се одиграли у периоду од 1987. до 1989. године, када се „наранџасти“ талас прелио у остале градове попут Варшаве, Лођа, Лублина и Томашова Мазовјецког, након хапшења мајора Фидриха 8. марта 1988. године.
Иако су њени лидери и учесници често изражавали анархистичке ставове, њихове акције и дела нису били идеолошки обојени. Прецизније, никада нису изнети озбиљни захтеви. Уместо тога, слогани су били надреалистичке природе (као што су „Виват Сорбовит“, при чему је Сорбовит био популарно безалкохолно пиће у то време) или „Нема слободе без патуљака“. Често су парафразирали слогане које је користила Унија солидарности или комунисти. Њихова улога је била да се на специфичан начин подсмевају апсурдима и помпезности обе стране система и да креирају простор за независно размишљање.
Формула отворене улице омогућила је сваком појединцу да учествује у дешавањима. Ова отвореност је привукла хиљаде пешака да учествују у акцијама групе. На такав начин, већина догађаја је имала потенцијал да окупи хиљаде учесника, од којих су многи били случајни пролазници. Кулминација у историји покрета била је акција организована 1. јуна 1988. године, а која је била позната као „Револуција патуљака“. Више од 10 хиљада људи је тог дана марширало кроз центар Вроцлава носећи наранџасте патуљасте шешире.
Догађаји су се обично завршавали хапшењем стотина учесника. У једном тренутку, учесници су чак успели да испровоцирају комунистичку милицију да ухапси 77 Деда Мразова или, у другој прилици, било кога ко је носио било шта наранџасто на отвореном 
За сваку своју акцију, Наранџаста алтернатива је штампала летке и плакате са слоганима као што су: „Сваки милиционер је уметничко дело“ и „Грађанине, помози милицији, претуци се“. 